# Сенсорная система

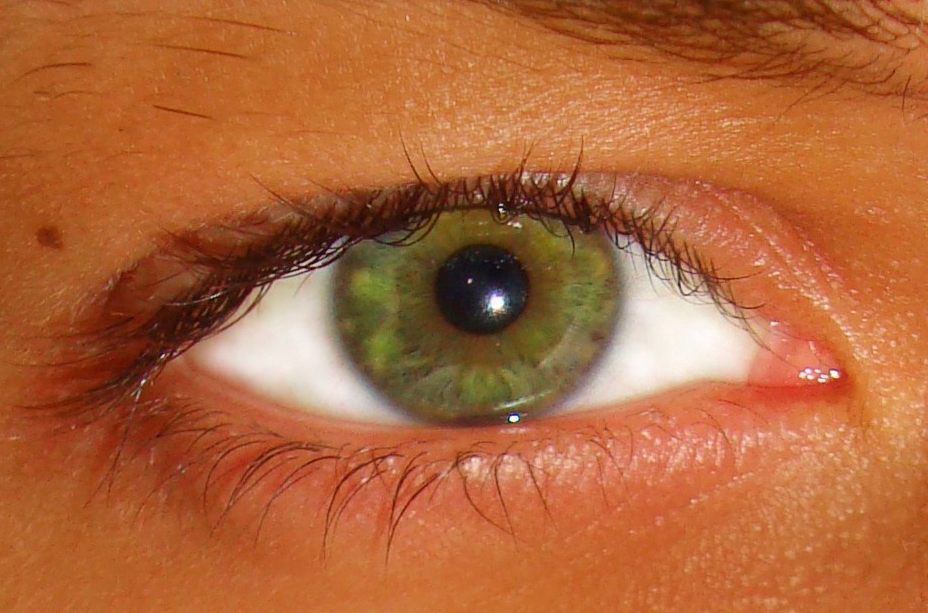
Человеческий глаз, элемент зрительной системы

Сенсо́рная систе́ма — совокупность периферических и центральных структур нервной системы, ответственных за восприятие сигналов различных модальностей из окружающей или внутренней среды. Сенсорная система состоит из рецепторов, нейронных проводящих путей и отделов головного мозга, ответственных за обработку полученных сигналов. Наиболее известными среди неспециалистов сенсорными системами являются зрительная, слуховая, осязательная, вкусовая и обонятельная. С помощью сенсорной системы можно почувствовать такие физические свойства, как температура, вкус, звук или давление.
Неполным синонимом понятия «сенсорная система» (и в этом качестве устаревшим) является понятие «анализатора», которое ввёл российский физиолог И. П. Павлов. По современным представлениям, Павловский анализатор представляет собой совокупность начальных звеньев сенсорной системы — от рецепторного аппарата до первичных, модальноспецифических областей полушарной коры. Однако Павловского анализатора, будь он изолирован от других частей ЦНС, не будет достаточно для возникновения ощущения и, тем более, для восприятия сложного образа.

Годы жизни, скорректированные по нетрудоспособности из-за заболеваний органов чувств на 100 000 жителей в 2002 году.
нет данных
менее 200
200-400
400-600
600-800
800-1000
1000-1200
1200-1400
1400-1600
1600-1800
1800-2000
2000-2300
более 2300

## Общие принципы функционирования и построения
Сенсорные системы подразделяются на внешние и внутренние; внешние снабжены экстерорецепторами, внутренние — интерорецепторами. В обычных условиях на организм постоянно осуществляется комплексное воздействие, и сенсорные системы работают в постоянном взаимодействии. Любая психофизиологическая функция полисенсорна.
К основным принципам конструкции сенсорных систем относятся:
- Принцип многоканальности (дублирование с целью повышения надёжности системы)
- Принцип многоуровневости передачи информации
- Принцип конвергенции (концевые разветвления одного нейрона контактируют с несколькими нейронами предыдущего уровня; воронка Шеррингтона)
- Принцип дивергенции (мультипликации; контакт с несколькими нейронами более высокого уровня)
- Принцип обратных связей (у всех уровней системы есть и восходящий, и нисходящий путь; обратные связи имеют тормозное значение как часть процесса обработки сигнала)
- Принцип кортикализации (в новой коре представлены все сенсорные системы; следовательно, кора функционально многозначна, и не существует абсолютной локализации)
- Принцип двусторонней симметрии (существует в относительной степени)
- Принцип структурно-функциональных корреляций (кортикализация разных сенсорных систем имеет разную степень)

### Время реакции
Время простой реакции, то есть время от момента появления сигнала до момента начала двигательного ответа, впервые было замерено в 1850 году Гельмгольцем. Оно зависит от того, на какой анализатор действует сигнал, от силы сигнала и от физического и психологического состояния человека. Обычно оно равно: на свет 100—200, на звук 120—150 и на электрокожный раздражитель 100—150 миллисекундам.

## Кодирование информации
Раздражимость как свойство организма — способность к ответу, позволяющая приспособиться к условиям среды. Раздражителем может быть любое химико-физическое изменение среды. Рецепторные элементы нервной системы позволяют воспринимать существенные раздражители и трансформировать их в нервные импульсы.
Наиболее важны следующие четыре характеристики сенсорных стимулов:
- тип
- интенсивность (определяется деятельностью нижних уровней сенсорных систем; носит S-образный характер, то есть наибольшие изменения частоты импульсации нейрона происходят при варьировании интенсивности в средней части кривой, что позволяет улавливать малые изменения сигналов низкой интенсивности — закон Вебера — Фехнера)
- местонахождение (например, локализация источника звука происходит благодаря разному времени прихода звуковой волны на каждое ухо (для низкочастотных сигналов) или межушным различиям стимуляции по интенсивности (для высокочастотных сигналов)[10]; в любом случае импульсация, несмотря на теоретическую возможность широкой дивергенции, передаётся по принципу меченой линии, что позволяет определить источник сигнала)
- продолжительность.

Помимо «принципа меченой линии» иррадиацию возбуждения ограничивает латеральное торможение (то есть возбуждённые рецепторы или нейроны затормаживают соседние клетки, обеспечивая контраст).

## Зрительная система
Зрительная система обеспечивает функцию зрения.
Зрительная система (зрительный анализатор) у млекопитающих включает следующие анатомические образования:
- периферический парный орган зрения — глаз (с его воспринимающими свет фоторецепторами — палочками и колбочками сетчатки);
- нервные структуры и образования ЦНС: зрительные нервы, хиазма, зрительный тракт, зрительные пути — II-я пара черепно-мозговых нервов, глазодвигательный нерв — III-я пара, блоковый нерв — IV-я пара и отводящий нерв — VI-я пара;
- латеральное коленчатое тело промежуточного мозга (с подкорковыми зрительными центрами), передние бугры четверохолмия среднего мозга (первичные зрительные центры);
- подкорковые (и стволовые) и корковые зрительные центры: латеральное коленчатое тело и подушки зрительного бугра, верхние холмики крыши среднего мозга (четверохолмия) и зрительная кора.

Оптикобиологическая бинокулярная (стереоскопическая) система, эволюционно возникшая у животных, воспринимая электромагнитное излучение видимого спектра (света) и создавая изображение, одновременно формирует в виде ощущения (сенсо́рного чувства) представление о положении предметов в пространстве.

### Зрение человека
Процесс психофизиологической обработки изображения объектов окружающего мира, осуществляемый зрительной системой, и позволяющий получать представление о величине, форме (перспективе) и цвете предметов, их взаимном расположении и расстоянии между ними. Из-за большого числа этапов процесса зрительного восприятия его отдельные характеристики рассматриваются с точки зрения разных наук — оптики (в том числе биофизики), психологии, физиологии, химии (биохимии). На каждом этапе восприятия возникают искажения, ошибки, сбои, но мозг человека обрабатывает полученную информацию и вносит необходимые коррективы. Эти процессы носят неосознаваемый характер и реализуются в многоуровневой автономной корректировке искажений. Так устраняются сферическая и хроматическая аберрации, эффекты слепого пятна, проводится цветокоррекция, формируется стереоскопическое изображение и т. д. В тех случаях, когда подсознательная обработка информации недостаточна, или же избыточна, возникают оптические иллюзии.

## Слуховая система
Сенсорная система, обеспечивающая кодирование акустических стимулов и обусловливающая способность животных ориентироваться в окружающей среде посредством оценки акустических раздражителей. Периферические отделы слуховой системы представлены органами слуха и лежащими во внутреннем ухе фонорецепторами. На основе формирования сенсорных систем (слуховой и зрительной) формируется назывательная (номинативная) функция речи — ребёнок ассоциирует предметы и их названия.
Человеческое ухо состоит из трех частей:
- Наружное ухо — латеральная часть периферического отдела слуховой системы млекопитающих, птиц, некоторых пресмыкающихся[11] и единичных видов земноводных[12][13][* 1]. У наземных млекопитающих включает ушную раковину и наружный слуховой проход; от среднего уха отделяется барабанной перепонкой[11][14][15][16][17]. Иногда последнюю рассматривают в качестве одной из структур наружного уха[18][19].
- Среднее ухо — часть слуховой системы млекопитающих (в том числе человека), развившаяся из костей нижней челюсти[20] и обеспечивающая преобразование колебаний воздуха в колебания жидкости, наполняющей внутреннее ухо[21]. Основной частью среднего уха является барабанная полость — небольшое пространство объёмом около 1см³, находящееся в височной кости. Здесь находятся три слуховые косточки: молоточек, наковальня и стремечко — они передают звуковые колебания из наружного уха во внутреннее, одновременно усиливая их.

- Внутреннее ухо — один из трёх отделов органа слуха и равновесия. Является наиболее сложным отделом органов слуха, из-за своей замысловатой формы называется лабиринтом.

## Обонятельная система
Сенсорная система восприятия раздражений у позвоночных, осуществляющая восприятие, передачу и анализ обонятельных ощущений.
- Периферический отдел включает органы обоняния, обонятельный эпителий, содержащий хеморецепторы и обонятельный нерв. В парных проводящих нервных путях отсутствуют общие элементы, поэтому возможно одностороннее поражение обонятельных центров с нарушением обоняния на стороне поражения.
- Вторичный центр обработки обонятельной информации — первичные обонятельные центры (переднее продырявленное вещество (лат. substantia perforata anterior), лат. area subcallosa и прозрачная перегородка (лат. septum pellucidum)) и добавочный орган (вомер, воспринимающий феромоны)
- Центральный отдел — конечный центр анализа обонятельной информации — находится в переднем мозге. Он состоит из обонятельной луковицы, связанной ветвями обонятельного тракта с центрами, которые расположены в палеокортексе и в подкорковых ядрах.

## Вкусовая система

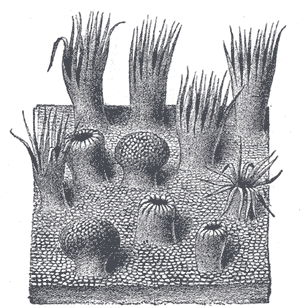
Полусхематическое изображение сосочков на слизистой оболочке языка

Сенсорная система, при помощи которой воспринимаются вкусовые раздражения. Вкусовые органы — периферическая часть вкусового анализатора, состоящая из особых чувствительных клеток (вкусовых рецепторов). У большинства беспозвоночных вкусовые органы и органы обоняния ещё не разделены и являются органами общего химического чувства — вкуса и обоняния. Вкусовые органы насекомых представлены особыми хитиновыми волосками — сенсиллами, расположенными на ротовых придатках, в полости рта и др. В состав волоска входят опорные клетки, они окружают рецепторные клетки, дающие 2 тонких отростка — периферический, снабжённый видоизменённой ресничкой, которая заканчивается в области поры и непосредственно соприкасается со вкусовыми веществами, и центральный, идущий в центральную нервную систему. У низших позвоночных, например рыб, вкусовые органы могут располагаться по всему телу, но в особенности на губах, усиках, в ротовой полости, на жаберных дужках. У земноводных вкусовые органы находятся только в ротовой полости и отчасти в носовой. У млекопитающих животных и человека вкусовые органы помещаются главным образом на сосочках языка и отчасти на мягком нёбе и задней стенке глотки. Наибольшего развития вкусовые органы достигают у животных, медленно и хорошо пережёвывающих пищу.

## Соматосенсорная система
Комплексная система, образованная рецепторами и центрами обработки нервной системы, осуществляющая такие сенсорные модальности, как осязание, температура, проприоцепция, ноцицепция. Соматосенсорная система также осуществляет контроль пространственного положения частей тела между собой. Необходима для выполнения сложных движений, управляемых корой головного мозга. Проявлением деятельности соматосенсорной системы является так называемое «мышечное чувство».

## Сенсорная система человека
У человека имеются, согласно классификации по физической энергии стимула, являющейся для данного рецептора адекватной:
- Хеморецепторы — рецепторы, чувствительные к воздействию химических веществ. Каждый такой рецептор представляет собой белковый комплекс, который, взаимодействуя с определённым веществом, изменяет свои свойства, что вызывает каскад внутренних реакций организма. Среди таких рецепторов: рецепторы органов чувств (обонятельные и вкусовые рецепторы[22]) и рецепторы внутреннего состояния организма (рецепторы углекислого газа дыхательного центра, рецепторы рН внутренних жидкостей).
- Механорецепторы — это окончания чувствительных нервных волокон, реагирующие на механическое давление или иную деформацию, действующую извне, или возникающие во внутренних органах. Среди таких рецепторов: тельца Мейснера, тельца Меркеля, тельца Руффини, тельца Пачини, мышечные веретена, сухожильные органы Гольджи, механорецепторы вестибулярного аппарата[23][24].
- Ноцицепторы — периферические болевые рецепторы. Интенсивная стимуляция ноцицепторов обычно вызывает неприятные ощущения и может причинить вред организму[25]. Ноцицепторы расположены главным образом в коже (кожные ноцирецепторы) или во внутренних органах (висцеральные ноцирецепторы). В окончаниях миелинизированных волокон (А-тип) они обычно реагируют только на интенсивное механическое раздражение; в окончаниях немиелинизированных волокон (С-тип) могут реагировать на различные типы раздражений (механическое, тепловое или химическое).
- Фоторецепторы — светочувствительные сенсорные нейроны сетчатки глаза. Фоторецепторы содержатся во внешнем зернистом слое сетчатки. Фоторецепторы отвечают гиперполяризацией (а не деполяризацией, как другие нейроны) в ответ на адекватный этим рецепторам сигнал — свет. Фоторецепторы размещаются в сетчатке очень плотно, в виде шестиугольников (гексагональная упаковка)[26][27][28][29].
- Терморецепторы — рецепторы, отвечающие за температурную рецепцию. Основные из них: колбочки Краузе (дающие ощущение холода) и уже упоминавшиеся тельца Руффини (способные реагировать не только на растяжение кожи, но и на тепло)[30].

Рецептивное поле (поле рецепторов) — это область, в которой находятся специфические рецепторы, посылающие сигналы связанному с ними нейрону (или нейронам) более высокого синаптического уровня той или иной сенсорной системы. Например, при определённых условиях рецептивным полем может быть названа и область сетчатки глаза, на которую проецируется зрительный образ окружающего мира, и единственная палочка или колбочка сетчатки, возбуждённая точечным источником света. На данный момент определены рецептивные поля для зрительной, слуховой и соматосенсорной систем.

## Комментарии
1. ↑  

У некоторых видов, таких как Amolops tormotus (Feng et al. 2006), имеется полость перед барабанной перепонкой, которую можно считать наружным слуховым проходом, а следовательно, и наружным ухом. Оригинальный текст (англ.)Some species, like Amolops tormotus (Feng et al. 2006), have a cavity in front of the tympanic membrane which is considered to be an ear canal and thus an outer ear.— Schoffelen et al., 2008[13].